# (69312) Rogerbacon
(69312) Rogerbacon est un astéroïde de la ceinture principale.

## Description
(69312) Rogerbacon est un astéroïde de la ceinture principale. Il fut découvert le 24 septembre 1992 à Tautenburg par Freimut Börngen et Lutz Dieter Schmadel. Il présente une orbite caractérisée par un demi-grand axe de 2,32 UA, une excentricité de 0,12 et une inclinaison de 7,2° par rapport à l'écliptique.

## Compléments